# Gerlach (Waldsassen)
Gerlach war Abt des Klosters Waldsassen von 1136 bis 1165.
Gerlach gilt als der erste eigentliche Abt des Klosters Waldsassen. Nachdem Klosterstifter Diepold III. von Vohburg 1131 Bernhard von Clairvaux persönlich kennengelernt hatte und bereits bei der Gründung der Benediktinerklöster Kastl und Reichenbach in Erscheinung getreten war, stiftete er 1133 das Kloster Waldsassen. Es wurde vom Mutterkloster Volkenroda aus besetzt und vor Gerlach bestimmte es die Leiter der Vorbereitungsarbeiten, die jeweils für ein Jahr tätig waren, namentlich waren dies Heinrich (1133?), Ulrich (1134?) und Adeodat (1135?). Die lange Amtszeit Gerlachs fassen Chronisten nur mit der Bemerkung zusammen, dass er ein würdiger Abt gewesen sei.